# チョウセンスズガエル
チョウセンスズガエル（朝鮮鈴蛙、Bombina orientalis）は、スズガエル科に分類されるカエルの一種。東アジア北部に分布する小型の半水生種で、分布域の大部分でごく普通に見られる。主に流れの遅い水域や温帯林に生息する。
皮膚から排出される弱い毒素を持ち、腹部の鮮やかな色は毒を持つことを示す警告色である。緑と黒の皮膚は小さな突起で覆われており、外見はヒキガエル科に似ている。鳴き声は主に交尾期に雄が発するもので、他のカエルとは全く異なる。
個体数は減少傾向にあるものの、依然として多いため、国際自然保護連合のレッドリストでは、低危険種と評価されている。飼育は比較的容易で、ペットとして飼育されることが多い。科学的研究にも頻繁に利用されており、行動、発声、学習能力が研究されている。

## 分類と名称
1890年に動物学者のジョージ・アルバート・ブーレンジャーによって Bombinator orientalis として記載され、ヨーロッパスズガエルやアペニンキバラスズガエルと多くの類似点があることから、同じ属に分類された。ブーレンジャーは、本種を2種の中間的な種とみなしたが、全体的にはアペニンキバラスズガエルに近いと考えていた。彼の研究は、大英博物館に収蔵されている19の標本に基づいていた。この3種は、1907年にレオナード・ヘス・ステイネガーによって現在の Bombina 属に移された。
その後、1972年に B. o. practicola と B. o. silvatica の2亜種に分けられた。前者は水生傾向が強く、後者は陸生傾向が強いが、最近の研究では、身体的な違いはあるものの、遺伝的違いはほとんど見られないことが分かった。すなわち単一の種ではあるものの、比較的最近に分岐した可能性のある複数の多型を持つと言える。北京の個体群は、隔離されてから100年も経過していないにもかかわらず、分子レベルで進化の兆候を示しており、元の個体群とは遺伝的に異なる。遺伝的多様性はやや低いものの、個体群の維持が可能である水準には達している。
第四紀の後期には、Yilan-Yitong断層の地震活動により、分布域内で2つの個体群に分裂したと考えられており、西部の個体群ははるかに小さく、遺伝的多様性が低かった。最近では、2つの個体群の間で遺伝子流動が起こり始めている。
アメリカ自然史博物館によると、red-bellied toad、Chinese bell toad、Oriental bell toad、eastern fire-bellied toad、Korean fire-bellied toadといった英名がある。種小名orientalisは「東の、東方の」の意で、東アジアに分布することを示している。雄の鳴き声が鈴の音のように聞こえることが、和名や英名（Bell=ベル、鈴）の由来。

## 分布と生息地
朝鮮民主主義人民共和国、済州島を含む大韓民国、ロシアの沿海地方(現在は希少)、安徽省以北の中華人民共和国北東部に分布し、対馬からの記録は誤認であると考えられる。北京では1927年に山東省から導入された個体群が存在する。約200匹が湿地に放たれ、後にそこで繁殖した。フロリダ州では、主に動物輸入業者の施設のすぐ近くで、逃げ出した個体の報告が複数ある。しかし逸脱した個体の定着は確認されていない。
半陸上性であり、一般的に流れの緩やかな小川や池に生息する。陸上では針葉樹林や広葉樹林で見られる。標高1,100mまでの場所で見られる。他の両生類と比較して、環境の撹乱に強い耐性があり、ひどく汚染された水の中でも生息や繁殖が可能である。

## 形態

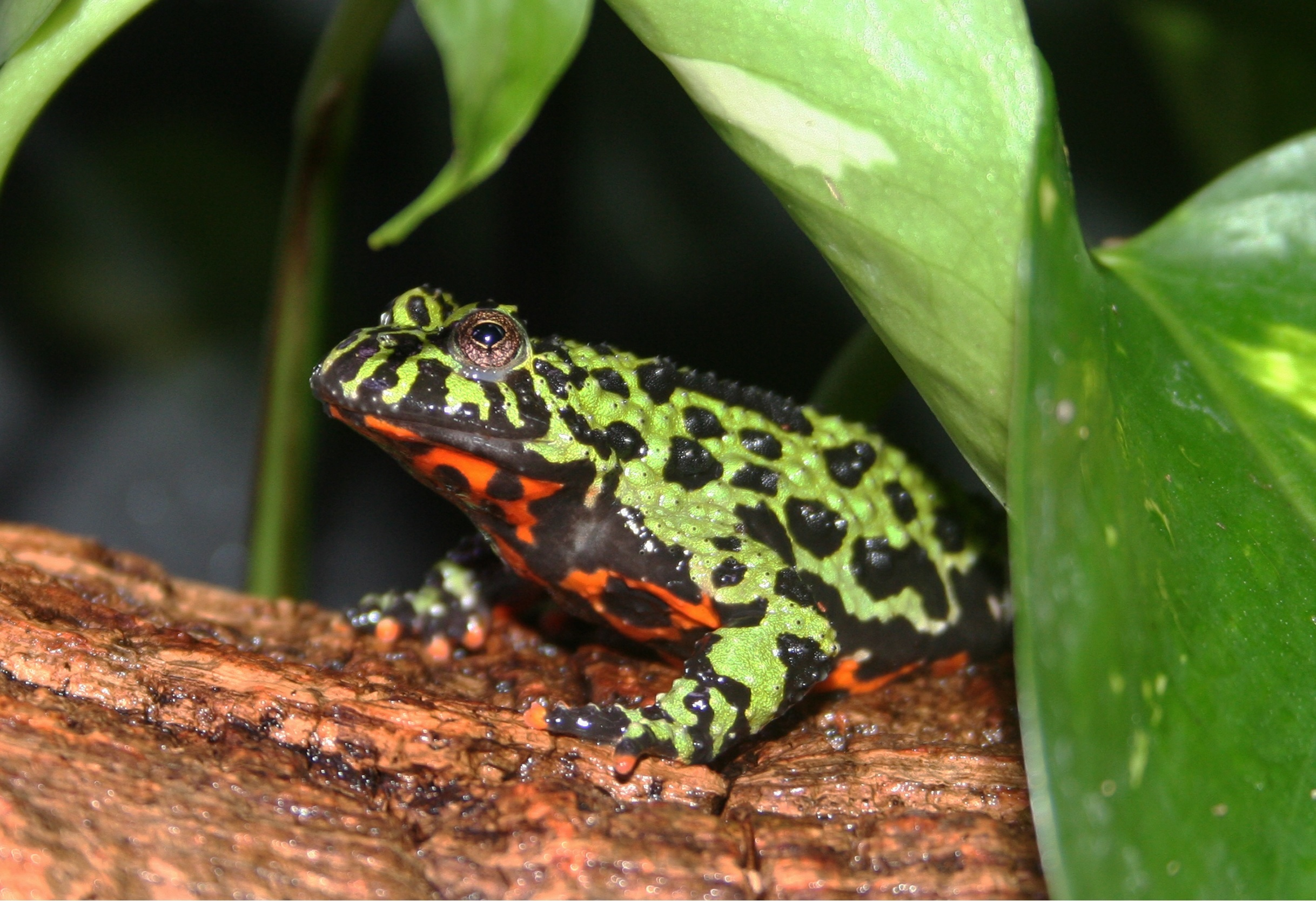
腹部が赤い

背面の色彩は明るい緑、灰色がかった緑、または茶緑色で、黒い斑紋が不規則に散らばる。同属種と同様に腹部は明るい黄色、赤、または橙赤色で、暗色の斑点が不規則に点在している。指先と足先は通常赤い。背面は小さな突起で覆われており、同属の中で最も顕著である。英名で「toad (ヒキガエル)」と呼ばれているが、ヒキガエル科ではない。体長は約3.8-5.1cm、体重は約28-57gに達する。雄は人差し指と中指に婚姻瘤が現れる。 
皮膚の突起がより目立つことに加え、鳴嚢と婚姻瘤によって、同属他種と区別できる。腹部の色彩は一般的に黄色よりも赤みがかり、ヨーロッパスズガエルとは異なり指先が明るいことでも見分けられる。

## 生態と行動
分布域の中央部では、最も豊富な両生類の1つである。昼行性であり、食事からある程度は摂取できるものの、コレカルシフェロールを日光によって補填している。

### 食性
幼生は藻類、菌類、デトリタス、植物、原生生物を食べる。成体は蠕虫、軟体動物、昆虫などの陸生無脊椎動物を食べる。毒素は食事に由来するため、野生個体は毒性がより強い。舌を伸ばして獲物を捕まえることができず、代わりに標的に向かって飛びかかり捕食する。

### 繁殖と成長

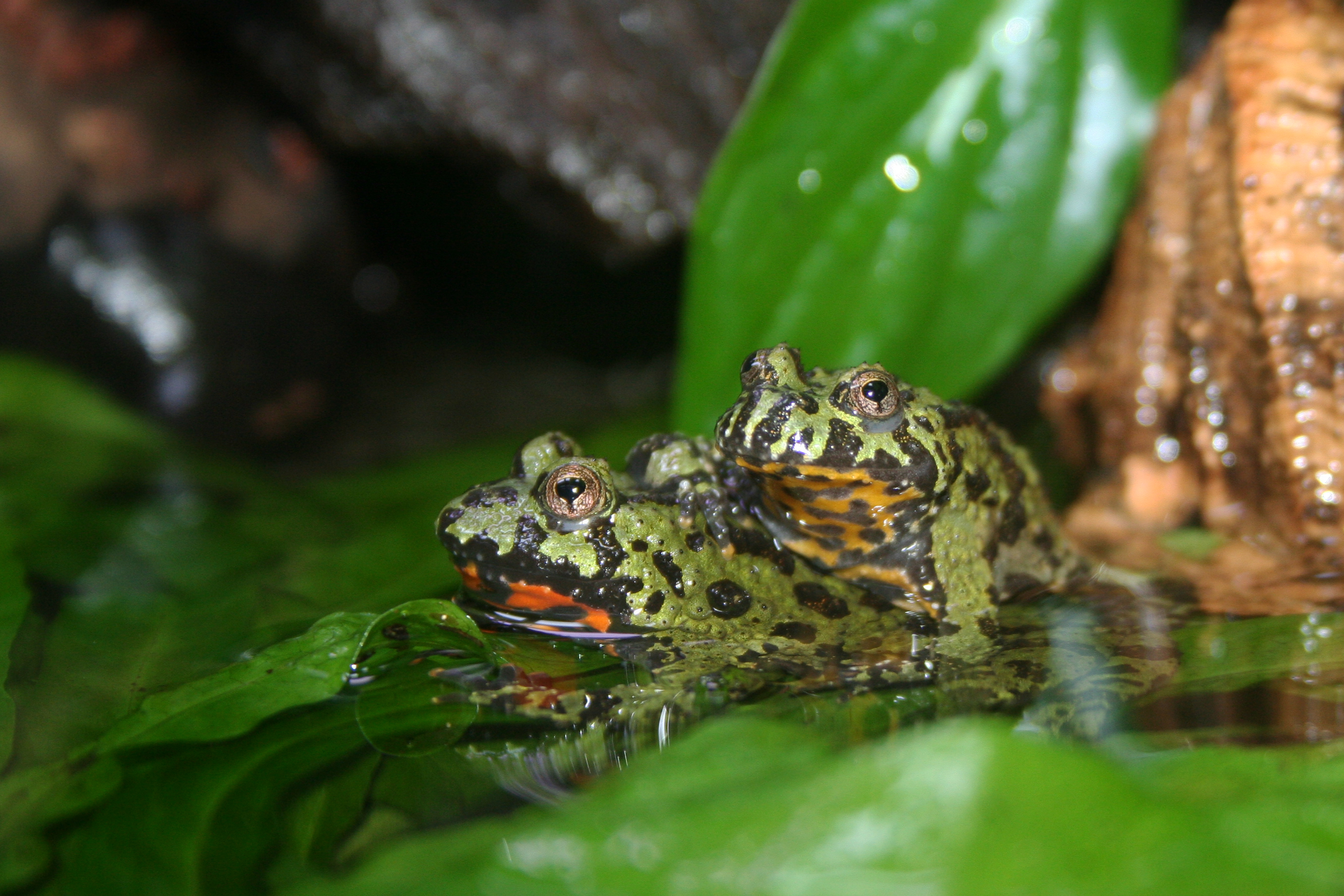
繁殖中のつがい

繁殖は気温が上昇する5月中旬頃に行われ、この時期に冬眠から目覚める。雄はトライアングルのような軽い音で雌を呼ぶ。雄は通りかかった他の個体の背中に飛び乗るが、場合によっては他の両生類、魚、植物、さらには人間の指と交尾しようとすることもある。雌は水面付近に40-110個の卵が入った大きな卵塊を産む。オタマジャクシは6-8週間で脚が生え始め、8月か9月までに完全に変態する。大韓民国では3-4月に岩や流木の下、水草等に、約300個の卵を産む。

### 発声
カエルとしては珍しく鼓膜や鳴嚢を持たず、息を吸い込むことで鳴く。雄が軽く求愛する鳴き声は、ヨーロッパスズガエルのものと似ている。雄は他の個体と鳴き声が重ならないように間隔を空けようとするが、この行動はヨーロッパスズガエルにも見られる。雌は求愛音(広告音)には惹かれるが、リリースコール(雄同士が包接しないように雄が発する声)には惹かれないことがわかっており、両者を区別する能力を示している。雄は通常、求愛音は無視するが、リリースコールの源に近づく。どちらの場合も、反応を引き起こすには視覚刺激が必要である。より軽い音に加えて、ゲロゲロという音も出すことができる。

### 防御
有毒な皮膚によりほとんどの捕食者を遠ざけることができ、腹側の鮮やかな色で捕食者に毒性を持つことを警告する。動揺したり驚いたりすると、主に後ろ足から、時には腹部から皮膚を通して乳状の物質として毒素が分泌される。この物質を分泌するとき、手足を上げ頭を反らせて腹部の色を見せ、仰向けになることもある。しかし鳥や哺乳類による捕食に加えて、ヨーロッパヤマカガシなどのヘビには毒が効かない場合がある。

## 研究

### 毒性
皮膚にはボンベシンというペプチドが含まれている。これは近縁種のヨーロッパスズガエルから初めて単離され、後にアカガエル属やネコメアマガエル属からも発見された。ボンベシンには、犬、猫、ウサギ、齧歯類などの哺乳類の胃の機能を阻害する作用がある。その後の研究で、本種にはこのペプチドが3つの異なる形態で存在することが判明した。

### 知能
他のカエルに比べて学習が早い。軽く脱水させ、迷路の目的地に水を置いた実験では、何もしないか目的もなく飛び回っていたアカガエル属、ヒキガエル属、アマガエル属とは異なり、水を強化子として、単純な迷路と複雑な迷路の両方を解くことができるた。右側に目標がある単純なT字型迷路では、80％の個体がわずか3日間でうまく進み、4日後には100％の個体が完了した。左側はより困難であり、80％が3日で完了したが、残りは8日目まで完了しなかった。

### モデル生物として
一般的な両生類であり、汚染や有毒化学物質が環境に及ぼす影響を研究するための優れたモデル生物となる。本種に対する実験から、カルバリル(奇形を誘発する)とノニルフェノール(全体的な生存率を大幅に低下させる)が両生類の胚の発育に有害な影響を与えることが実証されている。

## 人間との関係

### 脅威と保全
国際自然保護連合により低危険種に指定されており、個体数は減少しているものの、その割合は大きくない。中国と朝鮮半島の多くの保護区、およびロシアの6つの自然保護区に生息している。ロシアの個体群は他の地域よりも絶滅の恐れが高い。生息地の汚染、都市化、伝統的な漢方薬での使用などが脅威となっている。

### 飼育
飼育は比較的容易で、特別な照明や暖房をほとんど必要とせず、餌となる昆虫や小型の魚をすぐに食べる。皮膚には無害だが、口や目の粘膜に痛みを与える可能性があるため、取り扱いには注意が必要である。ただし、飼育下の個体は一般的に毒性が低い。毒素は人間の健康に害を及ぼすほどではない。飼育下では12年ほど生きることが多いが、30年まで生きる場合もある。日本にも輸入されており、科や属内では最も流通量が多い。アクアテラリウムで飼育される。脱走防止のため、上面は金網等で蓋をする。ケージに水を張り、砂利を盛ったり岩や流木を組んで陸場を作る。餌は生体に合わせた大きさのコオロギ等を、生体の目の前の水面に落として与える。複数のペアを飼育すれば、飼育下での繁殖も難しくはない。本種に限ったことではないが皮膚から刺激性の強い毒物を分泌するため、素手で直接触れることは避ける。もし素手で触れてしまった場合は、すぐに手を洗うようにする。